# Budziwuj
Budziwuj – staropolskie imię męskie, złożone z członów Budzi- („budzić”) i -wuj („wuj”), czyli ten, kto budzi wojów. Brak odpowiednika żeńskiego. Imieniny obchodzi 23 maja. 